# Die Bewegung
Die Zeitung Die Bewegung mit dem Untertitel Zeitung der deutschen Studenten war das publizistische Zentralorgan des Nationalsozialistischen Deutschen Studentenbundes. Die Zeitung erschien im Franz-Eher-Verlag und wurde anfänglich unregelmäßig, dann wöchentlich in verschiedenen Ausgaben reichsweit vertrieben.
Sie löste 1935 die seit 1933 erscheinende Deutsche Studenten-Zeitung ab und stellte mit dem Kriegsende 1945 ihr Erscheinen ein.